# Acalypha multifida
Acalypha multifida är en törelväxtart som beskrevs av Nicholas Edward Brown. Acalypha multifida ingår i släktet akalyfor, och familjen törelväxter. Inga underarter finns listade i Catalogue of Life.